# Vápensko
Vápensko je vesnice v okrese Nymburk, součást obce Kostomlaty nad Labem. Nachází se 4 km na severozápad od Kostomlat. Na východě obtéká vesnici říčka Vlkava. Je zde evidováno 34 adres.
Zástavba ve středu vesnice má polygonální tvar na půdorysu tzv. okrouhlice. Barokní komponovaná ves s centrální návsí je zapsaná v Ústředním seznamu kulturních památek České republiky.

## Historie
První písemná zmínka o vesnici, založené hrabětem Františkem Antonínem Šporkem,  pochází z roku 1720. V místních pamětech se uvádí, že původní vesnice zvaná Holicko nebo Vápensko ležela o něco severnějí. Tato ves byla již v roce 1599 zmiňována jako pustá, dodnes se však památka na ni dochovala v názvech polí Na Vápensku a V Pusťáku východně od Milovic a severně od nového Vápenska. 
Podle pokynů hraběte Šporka byla nedaleko Hronětic založena nová vesnice s kruhovou návsí a opuštěné hronětické grunty byly rozděleny mezi nové osadníky. Hrabě F. A. Špork pojmenoval  novou osadu Ráj, tento název se však neujal. Nově založená vesnice měla původně jen šest chalup, o dvě století později, v dokumentech z roku 1906, se již hovoří o 24 domech se 130 obyvateli. 

## Doprava
Veřejnou dopravu zajišťuje autobusová linka č. 497 v trase Nymburk, Hl.nádr. – Kostomlaty nad Labem – Milovice, žel.st., ovšem pouze v pracovní dny. Nejbližší železniční stanice jsou v Milovicích a v Kostomlatech nad Labem, vzdálených od Vápenska zhruba 5 až 6 km. Dva kilometry severně od Vápenska se nachází v místě zaniklé obce Boží Dar neveřejné, dříve vojenské letiště Milovice. Jižně od vsi, přímo na území Vápenska, leží menší, rovněž neveřejné letiště Kostomlaty. Do Vápenska ani do jeho nejbližšího okolí nevede žádná značená turistická cesta nebo cyklotrasa.

## Galerie

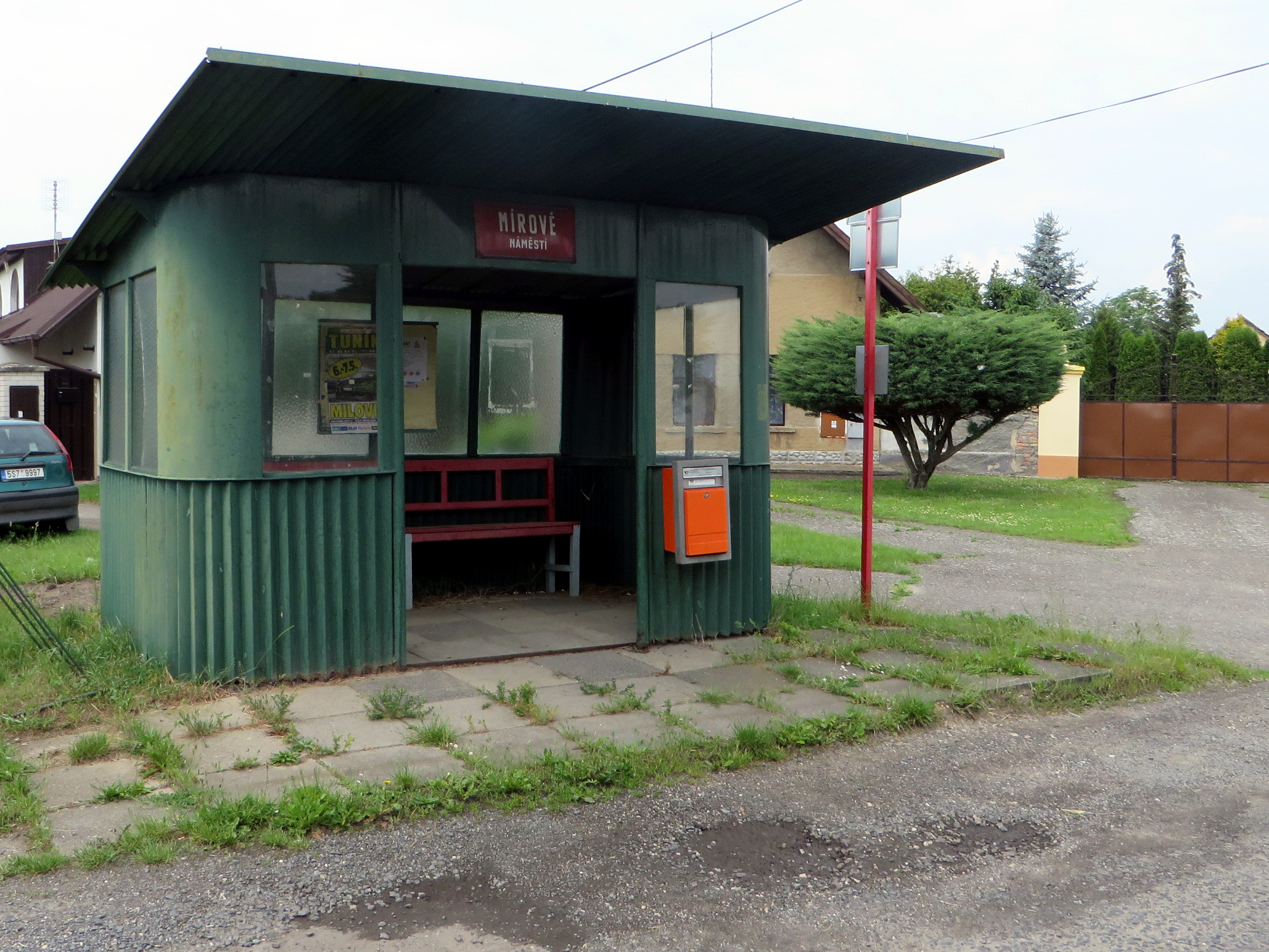
Autobusová čekárna (rok 2016)
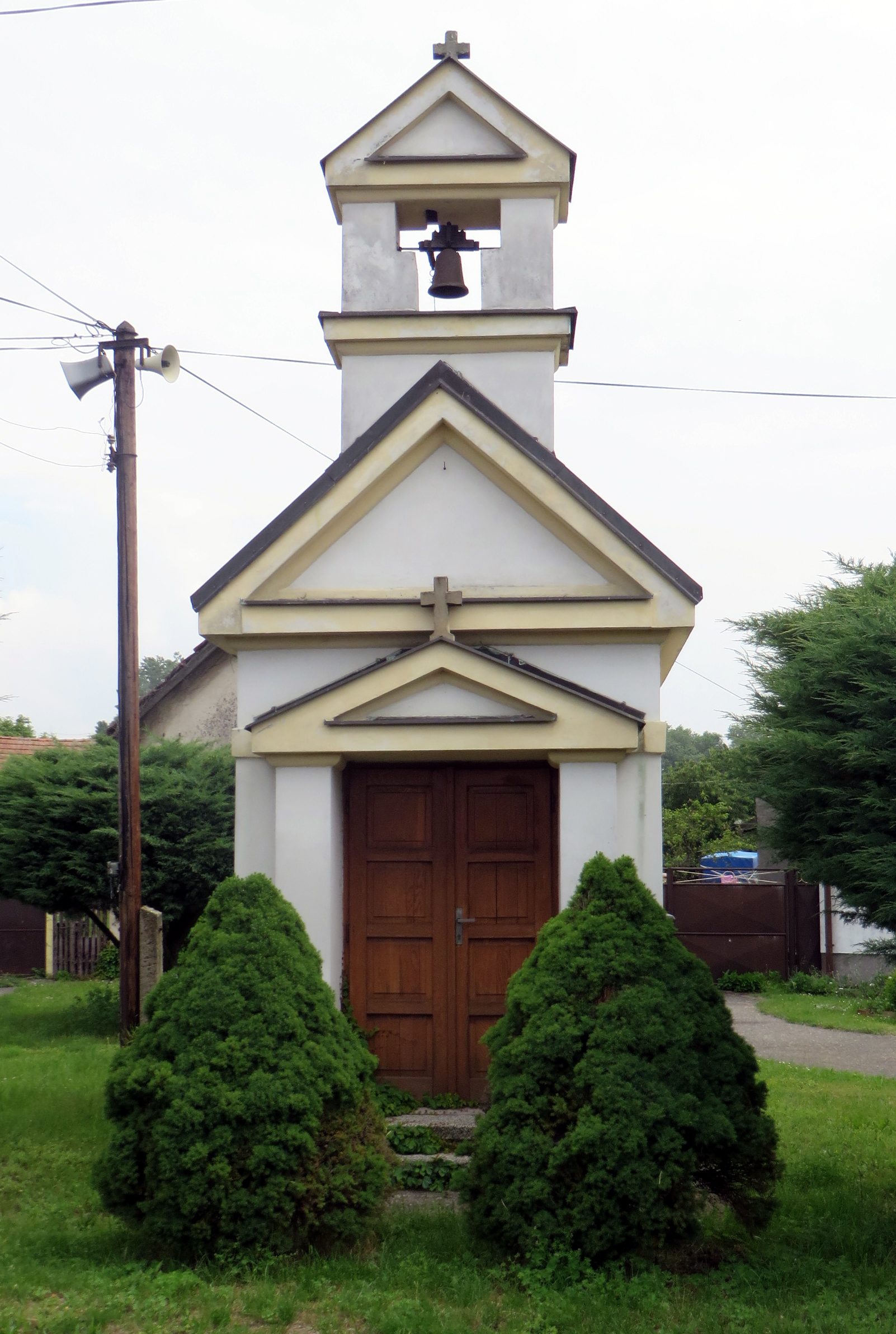
Kaple z r. 1930 na místě starší sakrální stavby
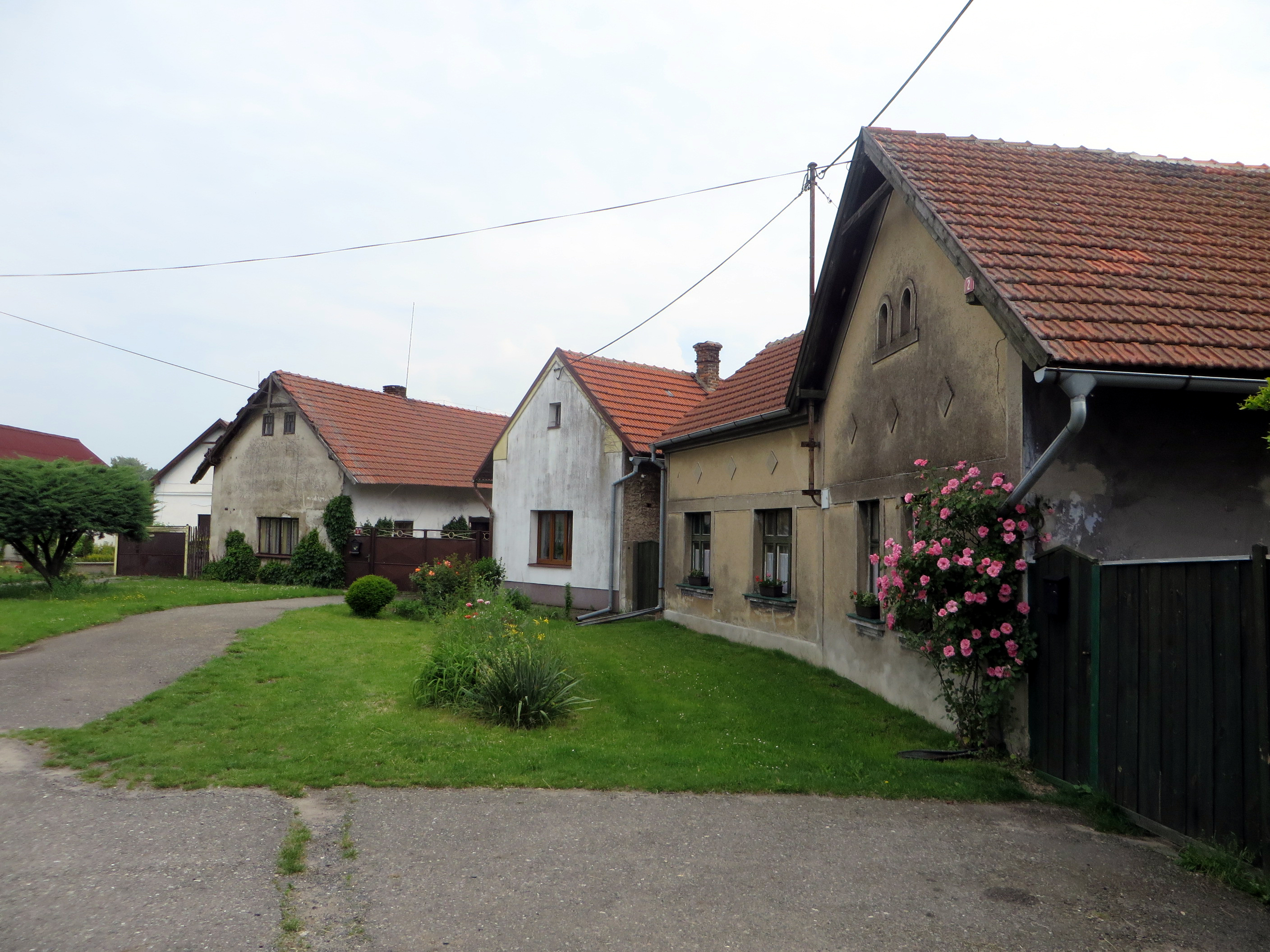
Domy na návsi